# Pianokonsert nr 21 (WA Mozart)
Pianokonsert No. 21 i C-dur, K. 467, är ett musikstycke som är komponerat 1785 av Wolfgang Amadeus Mozart. Konserten är daterad blott en månad efter den förra Pianokonsert No. 20 i d-moll. Trots samma orkestrala instrumentuppsättning, med inledande trumpeter och slagverk, har denna konsert en betydligt lättare och festligare framtoning. Här framkommer Mozarts skicklighet i komposition för orkesterns samtliga instrument. Till fördel för blåsarna och till nackdel för pianot, säger en del. Hur det än anses i den frågan är denna konsert ett bevis för att Mozart inte hatade eller inte tålde de heroiska trumpeterna, även om han reagerade med att svimma första gången han fick höra trumpetspel. I denna komposition framgår att han med åren lärde sig att både förstå och använda trumpeten för dess särskilda förmåga.
Denna konserts andra sats kallas också "Elvira Madigan" (på svenska), då den användes som ledmotiv i Bo Widerbergs film med detta namn (1967).
Konserten består av
- I. Allegro maestoso
- II. Andante, som innehåller musiken som användes i en film om Elvira Madigan.
- III. Allegro vivace assai